# Eduard Kaçaçi
Eduard Kaçaçi (Tirana, 9 gennaio 1967) è un ex calciatore albanese, di ruolo attaccante.

## Carriera

### Nazionale
Ha collezionato 2 presenze con la nazionale albanese.